# 국민 계정
국민 계정(national account) 또는 국민 계정 체계(national account system, NAS)는 한 나라의 경제 활동을 측정하기 위해 만들어진 회계적 기술 도구이다. 국민 계정은 복식 부기를 바탕으로 세부적인 구성요소의 측정을 포함한다.

## 같이 보기
- 집계의 문제